# Dansk Styrkeløft Forbund
Dansk Styrkeløft Forbund blev stiftet i 1982 og blev medlem af Dansk Idræts-Forbund i 1990.
Foreningens formål er at virke for at fremme udbredelsen af styrkeløft i Danmark samt at forestå administrationen af denne sport.
Forbundet samler ca. 40 nationale klubber rundt omkring i landet, som alle træner og konkurrerer i styrkeløft.
Dansk Styrkeløft Forbund er medlem af:
- The International Powerlifting Federation (IPF) http://www.powerlifting-ipf.com/
- The European Powerlifting Federation (EPF) http://www.europowerlifting.org/
- The Nordic Powerlifting Federation (NPF) http://styrkelyftaren.com/NPF.html Arkiveret 9. maj 2008 hos  Wayback Machine